# Ludwig Hess (Maler)

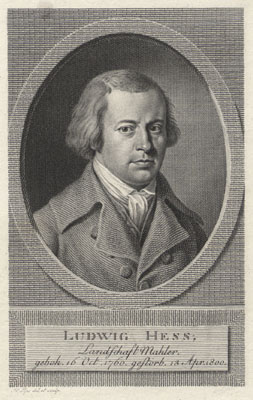
Ludwig Hess

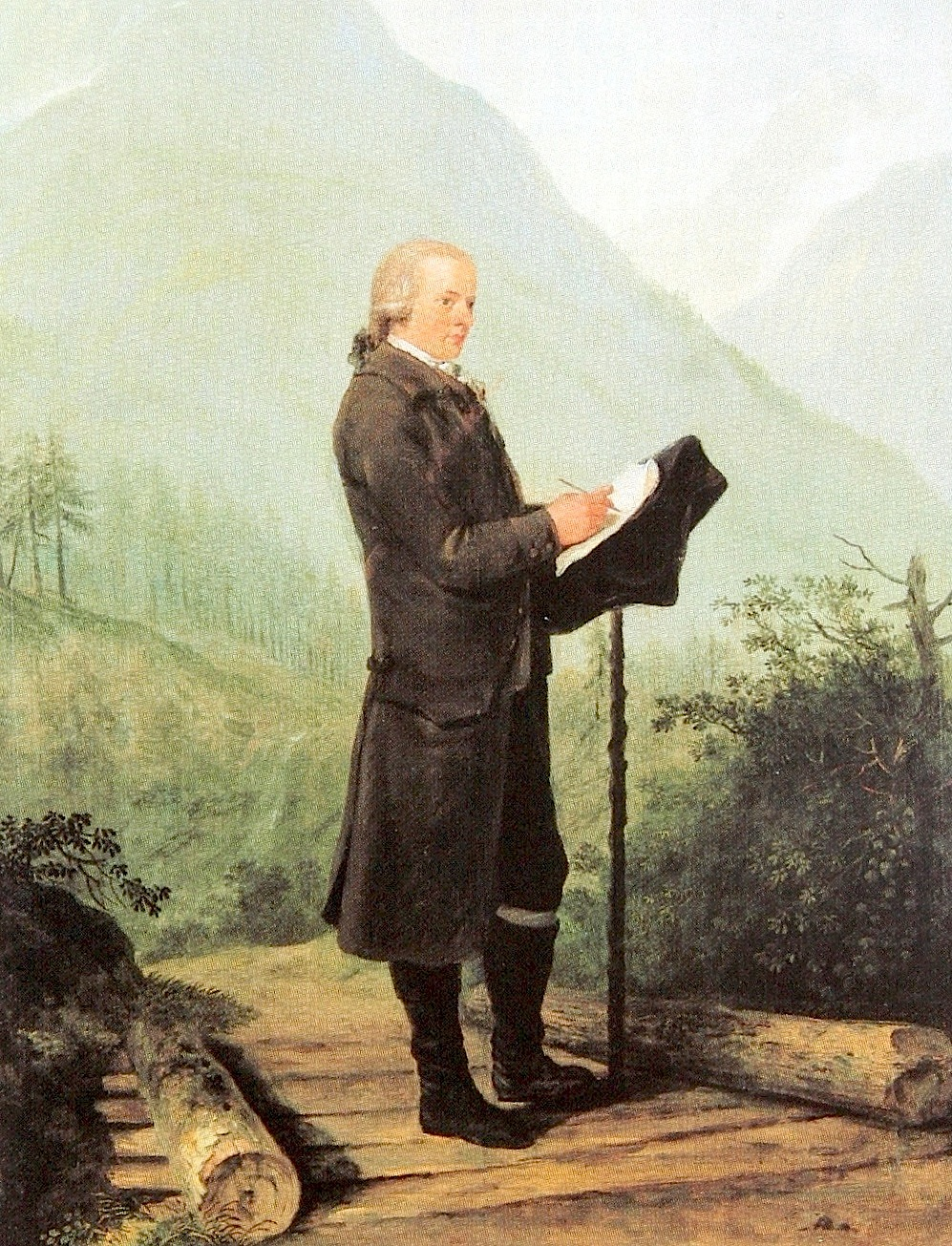
Hess um 1790

Ludwig Hess (* 18. Oktober 1760 in Zürich; † 13. April 1800 oder 16. April 1800 ebenda) war ein Schweizer Landschaftsmaler und Kupferstecher. 

## Leben
Ludwig Hess, Sohn eines Metzgers, lernte zunächst den Beruf des Vaters, um das elterliche Geschäft weiterzuführen. 1785 wurde Hess Zunftschreiber der Zunft zum Widder und 1790 Grossrat.
Durch den Umgang mit Heinrich Wüest, bei dem er seit 1778 Unterricht hatte, und Salomon Gessner, bei dem er seit 1784 lernte, wurde seine Begabung gefördert. Er gab schliesslich seinen Beruf auf und besuchte 1794 Florenz und Rom. Von seinen der Alpenwelt und Italien entlehnten Landschaften sind insbesondere die Werke «Der Montblanc», «Das Rütli» und «Die Tellskapelle» hervorzuheben. Nach 1798 ätzte er auch Landschaften in Kupfer. 
Ludwig Hess heiratete am 2. Mai 1790 Anna Barbara Wegmann (* 25. September 1764). Sein Sohn war der Zürcher Kommunalpolitiker Johann Jakob Hess.
Eine bis 2005 verschollen geglaubte Lebensbeschreibung über Ludwig Hess wurde in der Graphischen Sammlung der ETH Zürich in Zusammenhang mit Unterlagen von Carl Gotthard Grass (1767–1814) wiederentdeckt.